# Étienne Rouchouze

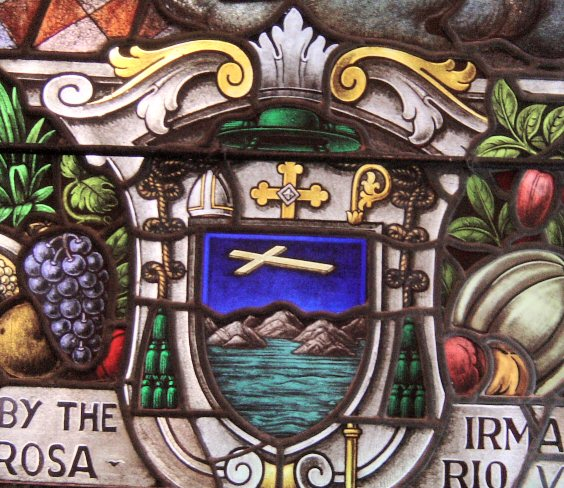
Brasão episcopal de Mons. Rouchouze em uma janela na Catedral de Nossa Senhora da Paz, Honolulu.

Étienne Jérôme Rouchouze, SS.CC. (em inglês: Stephen Rouchouze; 1798–1843) foi um missionário católico francês no Oceano Pacífico Oriental (incluindo o Reino do Havaí na cadeia das Ilhas Havaianas, também conhecidas como as antigas Ilhas Sandwich).

## Biografia
Para a Congregação dos Sagrados Corações de Jesus e Maria, ele serviu como Vigário Apostólico e Bispo Titular de Nilópolis de 1833 a 1843 do Vicariato Apostólico da Oceania Oriental, de onde se originou a Arquidiocese de Papeete, a Diocese de Honolulu e da Diocese de Taiohae ou Tefenuaenata nas Ilhas Marquesas. Como bispo missionário, Mons. Rouchouze residia em Valparaíso, Chile e em Honolulu; foi o responsável pelos esforços de evangelização dos Padres Picpus nas ilhas havaianas e no Pacífico oriental. Seu lema era Per aspera in astera (das dificuldades às estrelas).
Antes de seu ministério episcopal, o Papa Gregório XVI, em 27 de novembro de 1825, criou a Prefeitura Apostólica das Ilhas Sandwich. O Padre Alexis Bachelot foi posteriormente nomeado seu primeiro prefeito em 3 de dezembro de 1825.
Mons. Rouchouze foi nomeado Vigário Apostólico da Oceania Oriental e Bispo Titular de Nilópolis em 14 de junho de 1833, com jurisdição ordinária sobre a prefeitura apostólica do Havaí. Posteriormente, foi consagrado ao episcopado de Roma, em 22 de dezembro de 1833, pelo prefeito da Propaganda Fide, Cardeal Carlo Maria Pedicini. Em 29 de junho de 1834, na Golden Square de Londres, Mons. Rouchouze serviu como principal co-consagrador na ordenação episcopal de Mons. John Bede Polding, O.S.B., Bispo Titular de Hierocaesarea e Vigário Apostólico eleito da Nova Holanda.
Rouchouze deixou Le Havre em 29 de outubro de 1834 e chegou a Valparaíso, Chile, em 19 de fevereiro de 1835. Depois de ficar alguns meses, ele foi para Mangareva nas Ilhas Gambier em 9 de maio de 1835. Ele batizou o rei da ilha Maputeoa e sua família em 25 de agosto de 1836. Em 4 de abril de 1839, Mons. Rouchouze voltou a abençoar a primeira pedra da Catedral de São Miguel, Rikitea em Mangareva.  Ele celebrou a primeira Missa pontifícia nas Marquesas de Tahuata em 6 de fevereiro de 1839. Ele chegou a Honolulu em 14 de maio de 1840.
Em 8 de dezembro de 1842, o navio Marie-Joseph foi abençoado em Saint-Malo, na Bretanha. Pouco depois, Mons. Rouchouze, acompanhado por seis padres, um subdiácono, sete irmãos leigos e dez irmãs, partiu de Saint-Malo para a Oceania no Marie-Joseph. Irmã Caliste Le Gris morreu no mar. Não querendo enterrá-la no mar, eles a colocaram na Ilha de Santa Catarina perto de Florianópolis no Brasil e a enterraram lá. Em 19 de fevereiro de 1843 Rouchouze e seus missionários restantes deixaram a ilha. Evaristo, um jovem mangareva, adoeceu e também morreu enquanto estavam no Brasil. O navio foi localizado pela última vez ao largo das Ilhas Malvinas em 13 de março de 1843. Rouchouze e seus companheiros nunca mais foram vistos e presume-se que morreram no mar.